# 신화창조
《신화창조》는 2005년 11월 6일부터 2006년 9월 24일까지 방송되었던 직업 전문 프로그램이다.

## 기획 의도
- 각 분야에서 뚜렷한 업적을 이룬 신화적인 성공 스토리를 발굴, 그들의 비사를 통해 시청자에게 도전과 창조 정신을 북돋고, 기업가에겐 자긍심을 느끼도록 함.

## 진행자
- 황수경

## 참고 사항
- 2009년 이전된 일부 방송 프로그램에 간접 광고 회사명을 노출되지 않는다.

## 같이 보기
- 신화창조의 비밀 (2003년 11월 7일 ~ 2005년 10월 28일)
- 기업 열전 K1(2009년 10월 22일 ~ 2010년 12월 30일)
- 백년의 기업/가게(2011년 1월 9일 ~ 2013년 1월 20일)
- 히든 챔피언(2013년 4월 10일 ~ 2013년 8월 14일)
- 작은 거인(2013년 10월 27일 ~ 2013년 12월 29일)